# Ali Salama
Ali Salama (Benghazi, 18 de setembro de 1987) é um futebolista líbio que atua como defensor.

## Carreira
Ali Salama representou o elenco da Seleção Líbia de Futebol no Campeonato Africano das Nações de 2012.